# El Drogas
Enrique Villarreal Armendáriz (Pamplona, Navarra, 31 de agosto de 1959), más conocido con el nombre artístico de El Drogas, es un músico español, especialmente popular por haber sido durante casi treinta años cantante y bajista de la banda de rock Barricada. «El Drogas» es también el nombre de su actual banda.

## Biografía
Es el mayor de los cuatro hijos de Cándido Villarreal Zandio (1932-2001; fallecido víctima del cáncer a los 69 años) y de Nieves Armendáriz (1934-2020). Sus hermanos son Isabel, Javier (1962-2019) y Koldo (1967).
Enrique Villarreal comienza a tocar el bajo a los 18 años. Durante su juventud en el barrio pamplonés de la Chantrea, a principios de los años 1980, forma parte de los grupos Punk Sapos Band, de música punk, y Kafarnaún, de rock sinfónico. Tras regresar del servicio militar funda Barricada junto a «Boni» Hernández (exguitarrista de Némesis), Mikel Astrain (batería de Etorkizuna) y Sergio Osés (guitarrista de Kafarnaún). El primer concierto de Barricada tuvo lugar en abril de 1982 y su primer disco, «Noche de Rock&Roll», fue lanzado en 1983 por la discográfica independiente Soñua. Desde entonces, han publicado más de 20 discos y vendido más de un millón de ejemplares. «El Drogas» se convirtió en cabeza visible del grupo, al que representaba actuando como artista invitado en los conciertos de otras bandas amigas, como por ejemplo en los discos en vivo «Algazara» de Reincidentes, «Coces al aire: 1997-2007» de Marea y «El directo» de Porretas.
A principios de los años 1990 Villarreal empezó a compaginar su actividad en Barricada con otros proyectos. El primero en surgir fue la banda de rock Txarrena, cuyo álbum de debut homónimo fue editado en 1992 por PolyGram y producido por Kaki Arkarazo. En el disco colaboraron, entre otros, Aurora Beltrán de Tahúres Zurdos y Andoni, vocalista de Delirium Tremens. Se vendieron más de 43.000 copias. En 1999 grabó un disco junto a la banda pamplonesa Konfusion con el nombre de «La venganza de la abuela».
De forma paralela a su trayectoria musical, «El Drogas» también ha escrito poemas bajo el pseudónimo de Eva Zanroi, así como el epílogo del libro «Ajuste de cuentos» del escritor navarro Patxi Irurzun. Además, el disco de Barricada «La tierra está sorda», publicado en 2009, incluye un libro de 184 páginas sobre la guerra civil española escrito por el propio Villarreal. La obra recoge el trabajo de varios años de investigación del músico navarro, durante los cuales asegura haber leído 78 libros y entrevistado a más de 100 supervivientes de la contienda. De modo similar, la reedición en 2012 del primer disco de Txarrena incluía el libro «El ojo de la aguja» con catorce escritos suyos que ya fueron publicados anteriormente en el periódico Gara.
En 2010 «El Drogas» fue imagen de una campaña de promoción de la paternidad responsable organizada por el colectivo Andrea. También colabora habitualmente con Motxila 21, un grupo de jóvenes músicos con síndrome de Down.
En febrero de 2011, 19 años después del primero, editó el segundo disco de Txarrena con el título de «Azulejo frío». La banda se actualiza contando con Txus Maraví en las guitarras, Eugenio Aristu como bajista (ambos provenientes de La lengua de trapo) y Brigi Duque, excantante de Koma, tras la batería. En diciembre de ese mismo año, «El Drogas» abandonó Barricada mediante un comunicado en el que afirmó haber sido expulsado, cerrando así un ciclo de casi tres décadas en la mítica banda navarra.
En julio de 2012 Txarrena cambió oficialmente su nombre por el de El Drogas, manteniendo la formación de Txarrena, como forma de desarrollar los nuevos proyectos musicales de su líder y retomar en sus actuaciones las canciones compuestas para La venganza de la abuela, Txarrena y Barricada.  Tras una gira de un año, denominada "Te cantamos las cuarenta Tour", en noviembre de 2013 El Drogas publicó «Demasiado tonto en la corteza», un triple CD dividido en tres partes muy diferenciadas: «Alzheimer», «Matxinada» y «Glam».
En 2019, publicó un quíntuple disco titulado Sólo quiero brujas en esta noche sin compañía y acompañó como telonero a La Polla Records en su gira del 40.º aniversario Ni descanso, ni paz!.
En 2023, hace una gira del 40 aniversario de barricada, con su grupo El Drogas.

## Discografía
· Álbumes de estudio marcados en negrita.

### En solitario
- Libros prestados (acústico), 2012
- El Drogas (EP), 2012
- Demasiado tonto en la corteza, 2013
- Sombras que la luz grita, 2016
- Un día nada más (2 CD + 2 DVD en directo), 2016
- Sólo quiero brujas en esta noche sin compañía, 2019
- El largo sueño de una polilla, 2021
- Barricada - 40º (2 CD + DVD en directo), 2024

### ConBarricada
- Noche de Rock&Roll, 1983
- Barrio conflictivo, 1985
- No hay tregua, 1986
- No sé qué hacer contigo, 1987
- Rojo, 1988
- Pasión por el ruido, 1989
- Barricada (doble directo), 1990 (disco de oro)
- Barricada 83-85, 1990
- Por instinto, 1991 (Disco de Platino)
- Balas blancas, 1992 (Disco de Platino)
- La araña, 1994 (disco de oro)
- Los singles, 1995
- Insolencia, 1996
- Salud y rocanrol (directo), 1997
- Suerte (B.S.O. de la película Suerte), con otros grupos, 1997
- Acción directa, 2000
- Bésame, 2002
- Hombre mate hombre, 2004
- Latidos y mordiscos (doble directo), 2006
- 25 años de rocanrol (2 CD + 2 DVD), 2008
- Otra noche sin dormir (CD + 2 DVD), con Rosendo y Aurora Beltrán, 2008 (Disco de oro)
- La tierra está sorda (CD + libro), 2009 (disco de oro)
- En la memoria (acústico, CD + DVD), 2010

### ConTxarrena
- Txarrena, 1992
- Azulejo frío, 2011
- Con nocturnidad y alevosía (DVD + CD en directo), 2011
- 20 Aniversario + Libros prestados (2 CD + libro), 2012

### ConLa venganza de la abuela
- La venganza de la abuela, 1999.